# تاجروين
تاجروين (بالامازيغية: ⵜⴰⵊⵔⵓⵡⵢⵏ)، مدينة من مدن ولاية الكاف الواقعة بالشمال الغربي التونسي. وتاجروين كلمة مفردها في اللغة الأمازيغية "تاجرويت" أي "قطعة أرض تقع بين جبال أو أودية ويعود ذلك إلى موقع المدينة التي تقبع في منخفض يحيط به عدد من الجبال مثل "عناق السما" و"الكدى" و"القابل" "وكاف الطير" وغيرها من المرتفعات. وقد استوطن بها الامازيغ السكان الاصليين لشمال أفريقيا بفضل توافر العيون في المنطفة مثل عين سيدي على بن عمر وعين الأبيار وعين عبد القادر. عدد السكان 27,592.
المدينة عبارة عن تجمع سكني وزراعي منذ القدم، ويدل على ذلك الآثار الرومانية في المقبرة القديمة وعين سيدي على بن عمر ودوار أولاد حليقيم فضلا عن طريق العبابسية وبعض الآثار الأخرى المقابلة لكاف الطير، بعد الفتح الإسلامي عرّب لسان البلد بكامله ومازالت تحافظ على صفات الأمازيغ كصعوبة المراس والتوق إلى الحرية وحب الفروسية وحسن الضيافة. ويلاحظ كثرة زاويات الأولياء الصالحين المرابطين حيث يتجاوز عددها الخمشة عشر وليا في دائرة لا يتعدى قطرها 20 كلم.
وينسب إلى تاجروين أحد أنواع الخيول البربرية الأصيلة من فصيلة «بارب»، [بحاجة لمصدر] التي تتميز بالذكاء وقدرة التحمل والتي كان يفضلها ملوك أوروبا مثل لويس الثالث عشر ونابليون وغيرهما. ومن أشهر فرسان تاجروين نذكر العربي بن على الجبابلي الذي شارك بحصانه في مسابقة خارج التراب التونسي أيام الاستعمار الفرنسي وحصد العديد من الجوائز وابن أخيه الشيخ يونس الذي اشتهر بكرمه الحاتمي والمنجي بن الشيخ يونس وآخرون.
في بداية القرن العشرين، شهدت القرية قدوم العديد من النازحين، أتوا إليها من داخل البلاد التونسية وخارجها تزامنا مع الاستعمار الفرنسي، فكان من سكانها الكثير من الفرنسيين والإيطاليين والإسبان (كلنا يتذكر فليكس ومدام بشير وفريدو ونيتا والبائعة الإسبانية التي كانت تجوب الأحياء وهي تنادي «ريكامو»)[بحاجة لمصدر] بجانب العائلات الأخرى التي استقطبتها الحركة الاقتصادية النشطة فمن جربة، قدمت عائلة بالمرزوق، ومن الجريد، عائلة حباري، ومن الساحل عائلة ثليجة... وامتدادا للأخلاق الأصيلة لأهلها التي يتصف بها الامازيغ كما يقول ابن خلدون الذي عدد هذه الصفات، آوت وحمت تلك القرية الصغيرة العديد من الثائرين والمتمردين على النظم القائمة في تلك الحقبة. وإن يتذكر الجميع اللاجئين الجزائرين فقليل منا لا زال يذكر عائلة الطرابلسية التي لجأت إلى تاجروين سنوات عدة ثم عادت إلى ليبيا في نهاية الستينيات.
أن أشهر العائلات، أصيلة تاجروين عائلة آل مولهي، وتنتسب للطوالبية والمحامدية، وهي أغلب سكانها الحاليين الذين يمتلكون أغلب الأراضي في المنطقة وخارجها، العبابسية والحنابلية والشوارنية والزغالمة وأولاد بوغالم وغيرهم.